# Imbros kløften
Imbros kløften (græsk: Φαράγγι Ίμπρου, Faragi Imbros) er en 11 km lang kløft beliggende nær Hora Sfakion i det sydlige Kreta, Grækenland. 
Imbros kløften løber parallelt med Samaria kløften. 
Landsbyen Imbros (alias Nimbros) er placeret i en højde af 780 meter.
Kløften var vidne til en evakuering af flere tusinde britiske soldater under 2. verdenskrig

## Ekstern henvisning
- Hjemmeside for Imbros kløften (engelsk)